# Майорга, Алехандро
Мануэль Алехандро Майорга Альмарас (исп. Manuel Alejandro Mayorga Almaráz; родился 29 мая 1997 года в Виктория-де-Дуранго, Мексика) — мексиканский футболист, защитник клуба «Некакса».

## Клубная карьера
Майорга — воспитанник клуба «Гвадалахара». 6 августа 2017 года в матче против «Некаксы» он дебютировал в мексиканской Примере. В 2018 году Алехандро стал победителем Лиги чемпионов КОНКАКАФ, забив гол поединке против гаитянского «Сибао» свой первый гол за «Гвадалахару».

## Международная карьера
В 2017 году Майорга в составе молодёжной сборной Мексики принял участие в молодёжном чемпионате Северной Америки в Коста-Рике. На турнире он сыграл в матче против команды Сальвадора. В том же году Алехандро принял участие в молодёжном чемпионате мира в Южной Корее. На турнире он сыграл в матчах против команд Вануату, Германии, Венесуэлы, Сенегала и Англии.
В 2017 году Майорга стал бронзовым призёром Золотого кубка КОНКАКАФ. На турнире он был запасным и на поле не вышел.

## Достижения
«Гвадалахара»
- Победитель Лиги чемпионов КОНКАКАФ — 2018

 Мексика
- Золотой кубок КОНКАКАФ — 2017